# Spoleto

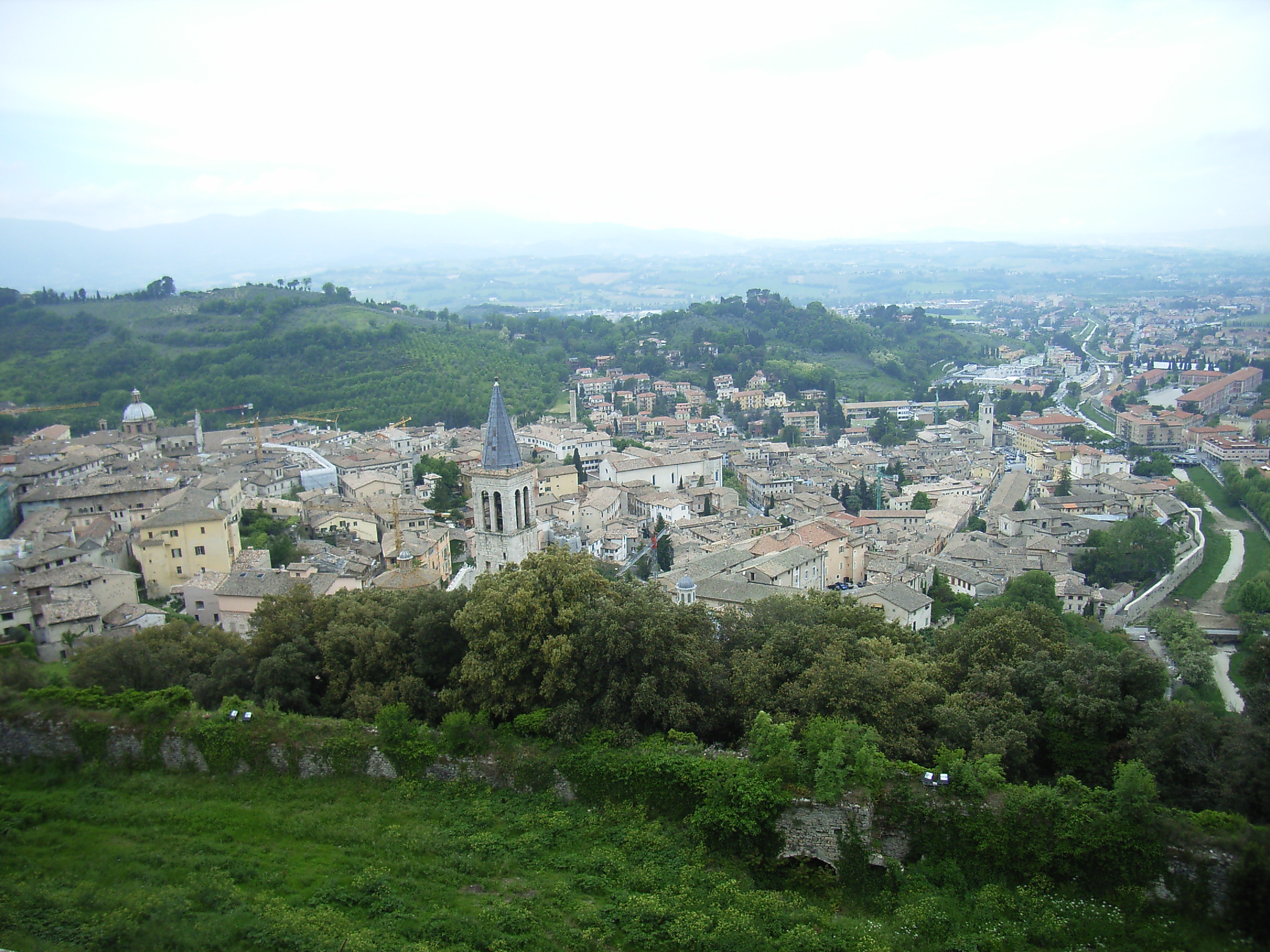
Spoleto

Spoleto je historické město v italském regionu Umbrie. Město leží v provincii Perugia, na západním úpatí Apenin, asi 20 km jižně od Trevi, 29 km SV od Terni, 63 km JV od Perugie a asi 125 km severně od Říma. Plocha území města činí 349 kilometrů čtverečních, čímž se město řadí mezi velká města Umbrie. K 31. 5. 2024 v něm žilo 36 091 obyvatel.
Město patří společně s Perudžií a Orvietem k nejlépe dochovaným urbanistickým celkům historických měst Umbrie, je oblíbeným turistickým cílem a prochází jím Poutní cesta svatého Františka z Assisi.

## Název
Latinský název Spoleta „Spoletium“ pochází ze spojení řeckých slov Spao a Lithos (Σπαω-λιθος), oddělený kámen. Původ výkladu byl hledán v sesuvu půdy, při němž se území města oddělilo od vrchu Monteluco di Spoleto. Jiná legenda odkazuje na "Vrch proroka Eliáše" či „Sluneční vrch“, na kterém bylo město postaveno.

## Historie
První archeologické doklady se vážou k době bronzové. Nálezy bohatých hrobů se šperky z nekropole, zdokumentované na současném náměstí Piazza d’Armi, svědčí o významném sídle již v 7. století před naším letopočtem. Opevněné sídlo s polygonálními hradbami vzniklo asi v 5. až 3. století př. n. l., první písemná zmínka o antickém sídle pochází z roku 241 př. n. l.. Po bitvě u Trasimenského jezera v roce 217 př. n. l. Hannibal (247–183 př. n. l.) město napadl, ale jeho obyvatelé se ubránili. Během druhé punské války město bojovalo na straně Říma. Během občanské války mezi vojsky Maria a Sully (138/4-78 př. n. l.) město utrpělo. Sulla zkonfiskoval území kolem Spoletia v roce 82 př. n. l. po vítězství nad Crassem. Od té doby bylo město posádkové ("municipium"). V 1. století se město stalo sídlem biskupa (dnes zde má sídlo arcibiskupství Spoleto-Norcia).
V době římské říše mělo město opevnění, chrámy zasvěcené Martovi, Jupiterovi a Junoně, amfiteátr, termální lázně, most a rušné tržiště; profitovalo z dálkového obchodu při dvou cestách. Město leželo na cestě Via Flaminia (dnes SS3 Flaminia), která spojovala Řím s pobřežím Jaderského moře. Druhá antická cesta vedla do Nursie.
O jeho významu svědčí latinský zákoník Lex spoletina z konce 3. století př. n. l. v podobě bloku kamene s tesanými předpisy.
Císař Aemilianus (207/14–253) se svými vojáky přitáhl do Moesie, kde zahájil bitvu proti svému sokovi Valerianovi (190/200–260), při které byl v roce 253 zabit. Listiny císaře Konstantina I. Velikého (272/85–337) z roku 326 a císaře Juliana (331–363) z roku 362 jsou datovány ve Spoletu a souvisejí s brzkým přijetím křesťanství. Založení biskupství ve Spoletu je datováno 4. stoletím, první biskupský chrám stál na místě současného kostela San Ansano. Vandalové město pobořili, po jejich pádu dal raně středověké hradební zdi vystavět gótský vojevůdce Totila († 552).

### Spoletské vévodství
Pod Langobardy bylo Spoleto hlavním městem nezávislého vévodství Spoleto (kolem 570), které pokrývalo velkou část střední Itálie. Roku 779 bylo město připojeno ke Karolínské říši. Po smrti císaře Karla III. v roce 889 se Wido ze Spoleta a jeho synové Wido/Guido II. a Lambert II., vévodové z rodu Guidonů ze Spoleta stali italskými králi a pokusili se získat císařskou korunu. Wido se dal korunovat na císaře od papeže Štěpána VI. roku 891 a Lambert o rok později od papeže Formosa.
Markraběnka Matylda Toskánská (1046-1115) nakonec odkázala vévodství i další jmění reformnímu papeži Řehořovi VII. († 1085). Během křížových výprav bylo město důležitou pevností.
V roce 1155 bylo město zničeno vojskem Fridricha Barbarossy (1122–1190). V roce 1213 je definitivně dobylo vojsko papeže Řehoře IX. Když se papežský dvůr stěhoval do Avignonu, bylo město zataženo do války mezi rody guelfů a ghibelinů, nakonec kardinál Gil Alvarez De Albornoz roku 1354 město přičlenil k církevnímu státu.
V roce 1809 se město stalo prefekturou (správní sídlo) francouzského „Départment Trasimeno“ a roku 1860 se stalo součástí Italského království.

## Památky

### Starověk
- Městské hradby se zachovaly ve třech pásech na velké ploše, sahají až k železničnímu nádraží na severu města. Nejstarší zdi postavili Umbrové v 5. století př. n. l. , polygonální tvar hradeb a masivní konstrukce z velkých vápencových bloků tzv. kyklopského zdiva přibyly v římské době. K poslední dostavbě ve středověku patřily dvě zachované brány: Porta San Matteo na jihozápadě a Porta Monterone.
- Římský amfiteátr s půlkruhovým stupňovitým hledištěm z římské doby, velmi dobře dochovaný, využívaný při letním festivalu; na jihu města
- Římský most
- Lex Spoletina, - římský zákoník, replika kamenného monumentu stojí v posvátném háji na úpatí Monteluco di Spoleto, originály desky s textem zákoníku jsou v Národním archeologickém muzeu ve Spoletu

### Středověk
- Hrad Rocca Albornoz na strmém návrší nad městem si kolem roku 1359 založil španělský kardinál Egidio Alvarez Albornoz a v letech 1362-1367 mu jej postavil stavitel Matteo Gattapone z Gubbia. Mohutná pevnost sloužila donedávna jako vězení, dnes je zde umístěno Národní muzeum spoletského vévodství Il Museo nazionale del Ducato di Spoleto s expozicí langobarského a středověkého umění a archeologie.
- Akvadukt Ponte delle torri - most s mosteckou věží, nesprávně označovaný za římský. středověký vodovod z doby kolem 1300, kterým se do hradu a do města přiváděla voda z hor přes strmé údolí potoka. Délkou 230 metrů, a výškou 76 metrů a stavem dochování patří k nejvýznamnějším a nejlépe dochovaným ve střední Itálii. Dosud napájí desítky kašen, fontán a jiných veřejných zdrojů pitné vody.

#### Katedrála

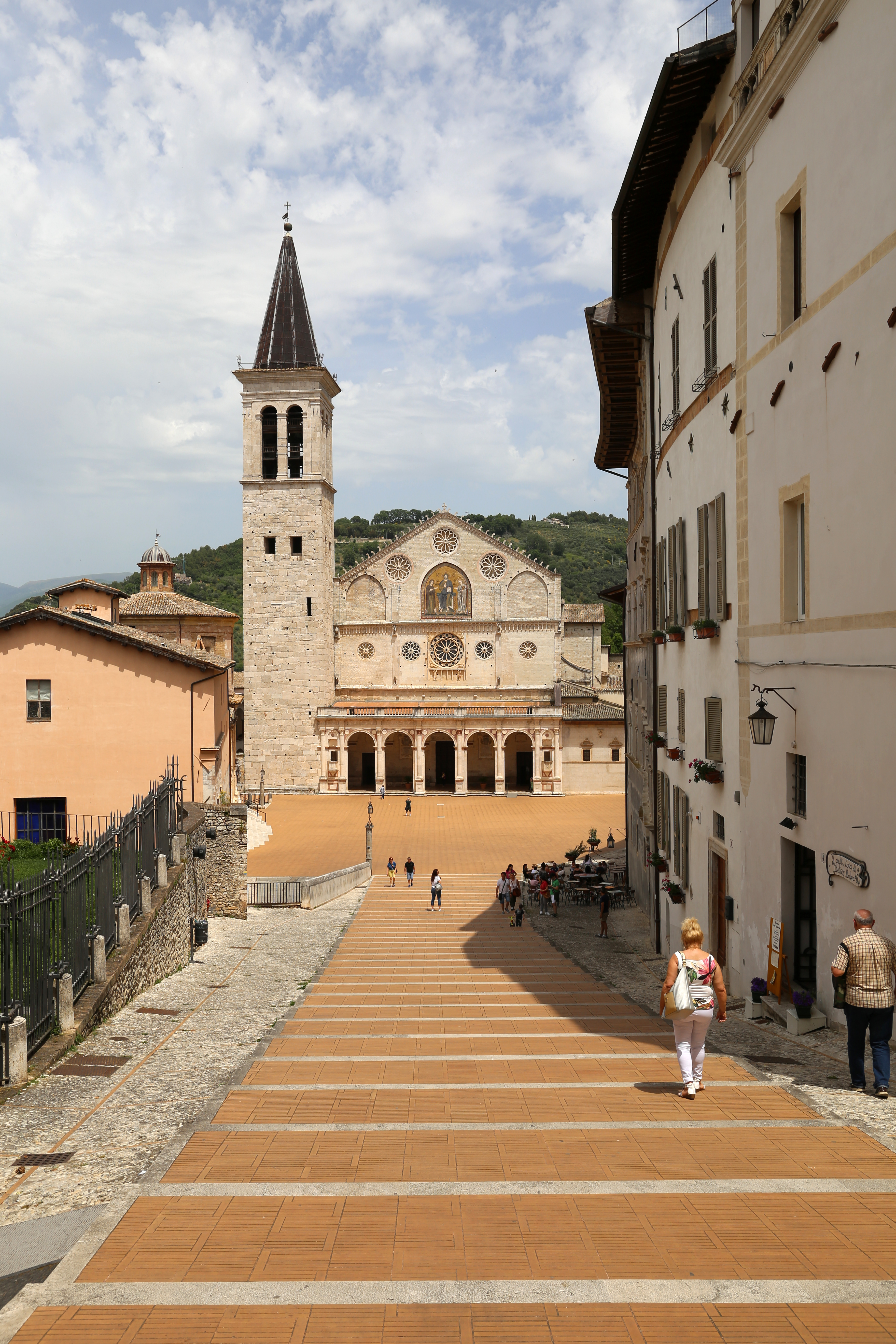
Katedrála

Na konci velkého strmého schodiště je centrální náměstí Piazza signoria s katedrálou Nanebevzetí P. Marie („Santa Maria Assunta"). Byla postavena v letech 1151-1227, když vojska Fridricha I. Barbarossy předchozí stavbu zničila. Nicméně střetnutí mezi císařskou a papežskou stranou pokračovala i dále (viz článek „Guelfové a ghibellini").
Katedrála je trojlodní románská stavba se zvonicí, příčnou lodí a kupolí nad křížením, interiér je barokně přestavěn. Průčelí katedrály není jednotné, nýbrž vzniklo postupným rozšiřováním. Má dohromady osm rozet, které slouží pro osvětlení rozšířeného vnitřního prostoru. K další stavební etapě patří horní tři rozety, které se s hrotitými výklenky a mozaikou datují rokem 1207. Střední centrální rozeta pochází z konce 12. století a je v literatuře označována za nádhernou „umbrijskou". Velká plocha západně od katedrály je společná s palácem divadla a je pro společné účely využívána.
Vnitřní prostor katedrály byl roku 1638 důkladně přestavěn ve stylu baroka. Pozoruhodné jsou fresky dvou malířůː Pinturicchio a Filippo Lippi. Filippo Lippi (1406–1469) namaloval fresku Korunovace Panny Marie v apsidě roku 1469. Filippo Lippi, hlavní mistr florentské rané renesance, jako mladý mnich unesl svou pozdější manželku z kláštera. Tato freska je jeho posledním dílem.
V šestém klenebním poli levé (severní) lodi je vstup do kaple ostatků, kde je také relikviář s vlastnoručně psaným dopisem sv. Františka z Assisi z roku 1222.

#### Svatá Eufémie
Kostel svaté Eufemie stojí asi 150 m jihozápadně od katedrály, ve dvoře arcibiskupského paláce, původně paláce spoletských vévodů, od roku 980 kláštera benediktinek. Současná trojlodní stavba z 11. až 12. století se třemi apsidami je nejvýraznější románskou stavbou Umbrie. Od roku 1907 do 1954 byl restaurován.
Vnitřek kostela má poměrně úzkou a vysokou hlavní loď, boční lodi mají v patře empory či matronea, původně vyhrazené řeholnicím a téměř stejně veliké jako klenební pole v přízemí. To je patrně severní vliv pocházející z Lombardie. Mramorový hlavní oltář má na přední straně vykládání v kosmatiovském slohu. Pozoruhodné jsou také tři kamenné sloupy vpravo, které jsou buď z předchozí stavby, nebo z jiného raně románského paláce. Tyto sloupy jsou na třech stranách ozdobeny architektonickými fragmenty z konce 8. a počátku 9. století.

#### San Ponziano
Kostel „San Ponziano“, zasvěcený patronovi města z 12. století stojí na východní straně hlavní silnice SS3, blízko výjezdu z tunelu pod hradem a asi 500 m severně vzdušnou čarou od katedrály. Jeho hladké průčelí není tak zajímavé jako vnitřní prostory. Pozoruhodná je zejména osvětlená krypta. Každá z pěti lodí má vlastní kněžiště, částečně vyzdobené freskami.

#### Bazilika San Salvatore
Trojlodní bazilika San Salvatore (Krista Spasitele) stojí na místě starověkého pohřebiště a v rohu městského hřbitova, asi 300 m severovýchodně od San Ponziana. Patří k významným příkladům antické raně křesťanské architektury 4. až 5. století, byla přestavěná Langobardy v 8. století. Uvnitř je uctíván hrob jáhna, mučedníka Konkordia ze Spoleta a jeho vyobrazení se dochovalo na fresce. Od roku 2011 je tento chrám s dalšími stavbami v severní Itálii součástí světového kulturního dědictví UNESCO pod titulem „Mocenská střediska Langobardů v Itálii“.

#### San Pietro fuori le mura
Na jihovýchodním okraji města, při silnici vedoucí k akvaduktu, je kostel San Pietro fuori le mura, založený koncem 5. století jako pohřebiště biskupů. Během věků byl přestavován; z nejdůležitější přestavby ve 12. století.pochází bohatě plasticky zdobená fasáda a v 17. století vznikl barokní interiér. Fasáda patří mezi vrcholy románského sochařství, také originalitou zobrazených témat.

## Muzea
- Il Museo archeologico nazionale, sídlí v bývalém klášteře monastero di Sant'Agata a je propojeno s římským divadlem, vystavuje pravěké i římské archeologické památky.
- Il Museo diocesano - chrámové obrazy, sochy, preciosa a paramenta
- Il Museo nazionale del Ducato di Spoleto, na hradě langobardské a pozdější středověké památky
- Il Museo della Ferrovia - železniční muzeum
- Museo del tessile e del costume - muzeum textilu a odívání
- Museo delle miniere di Morgnano - muzeum těžby rud

## Vzdělání
- Unitelma Sapienza -
- Università degli studi di Perugia - perudžijská univerzita zde má své Centrum pro digitalizaci památek

## Kultura a sport

### Festival dei Due Mondi
„Festival dei Due Mondi" (Festival dvou světů) uvedl Gian Carlo Menotti (1911–2007) poprvé v roce 1958 a probíhá v červnu a červenci. Představuje se na několika jevištích ve městě a má zde své místo opera, komedie, komorní i symfonická hudba. Zvláště oblíbená jsou představení v prostoru před katedrálou. Publikum stojí večer po celém schodišti. Akustika je zdokonalena plátnem nataženým za orchestrem.
Během festivalu bývají některé ulice uzavřeny a využity pro potřeby festivalu, řada historických staveb je zpřístupněna jen během festivalu. Prostor pro představení je vymezen prodejními stánky.

### Giro d'Italia
Svahy a kopce kolem města jsou hojně využívány k cyklistice a cykloturistice. V letech 1977, 2004, 2007 a 2024 tudy vedla trasa jedné etapy Giro d'Italia .

## Galerie

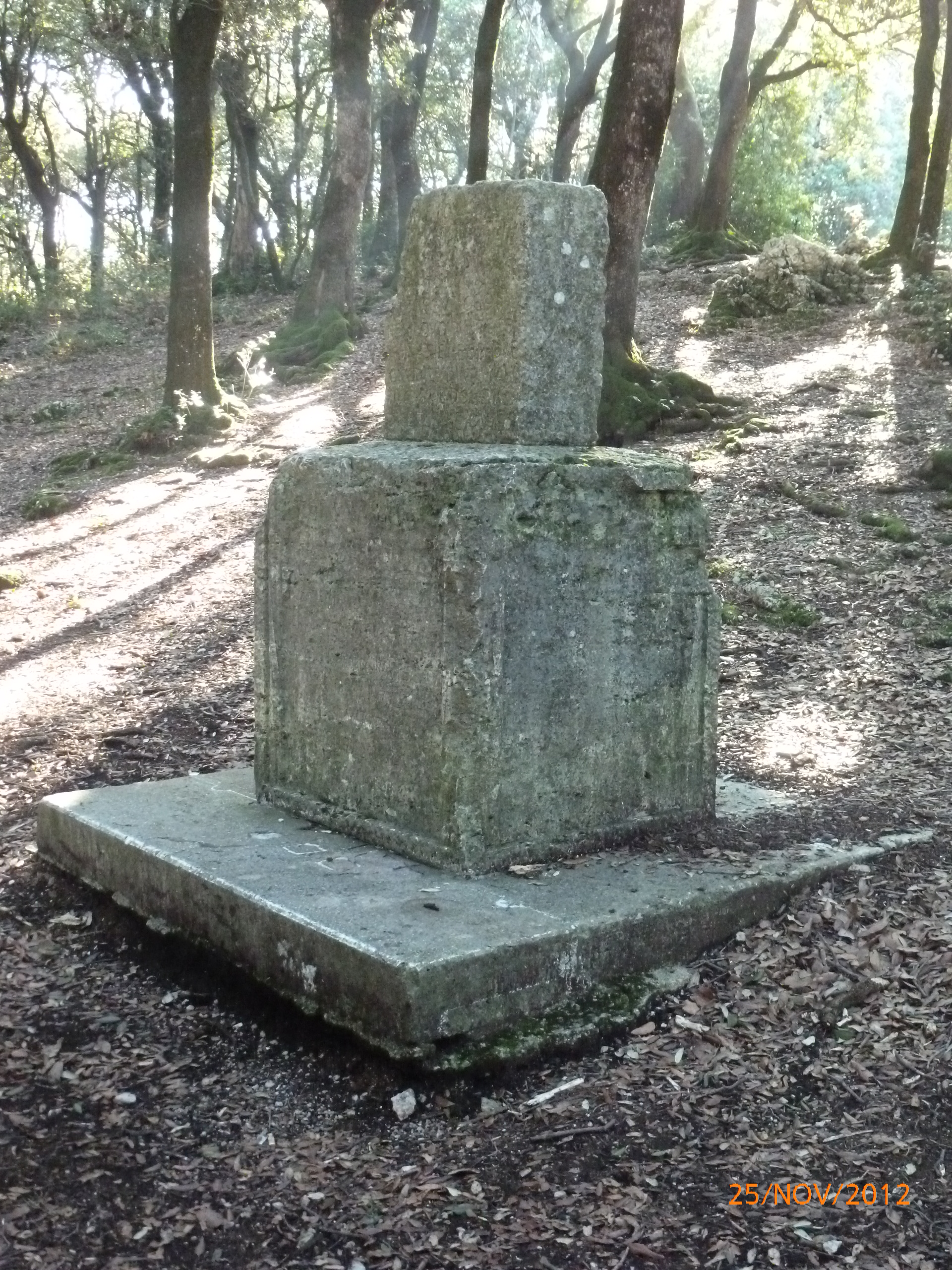
Lex Spoletina
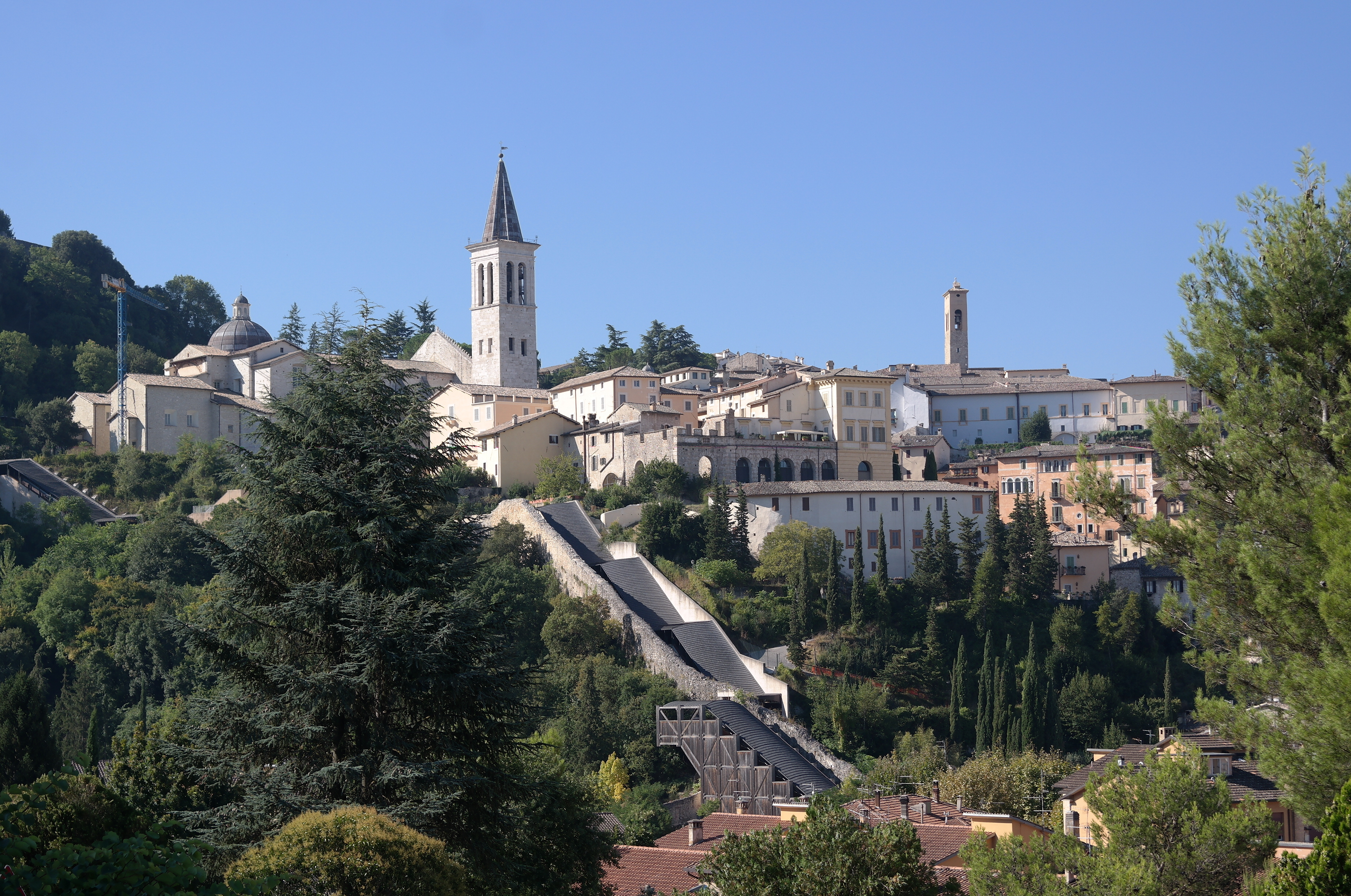
Schodiště a dóm
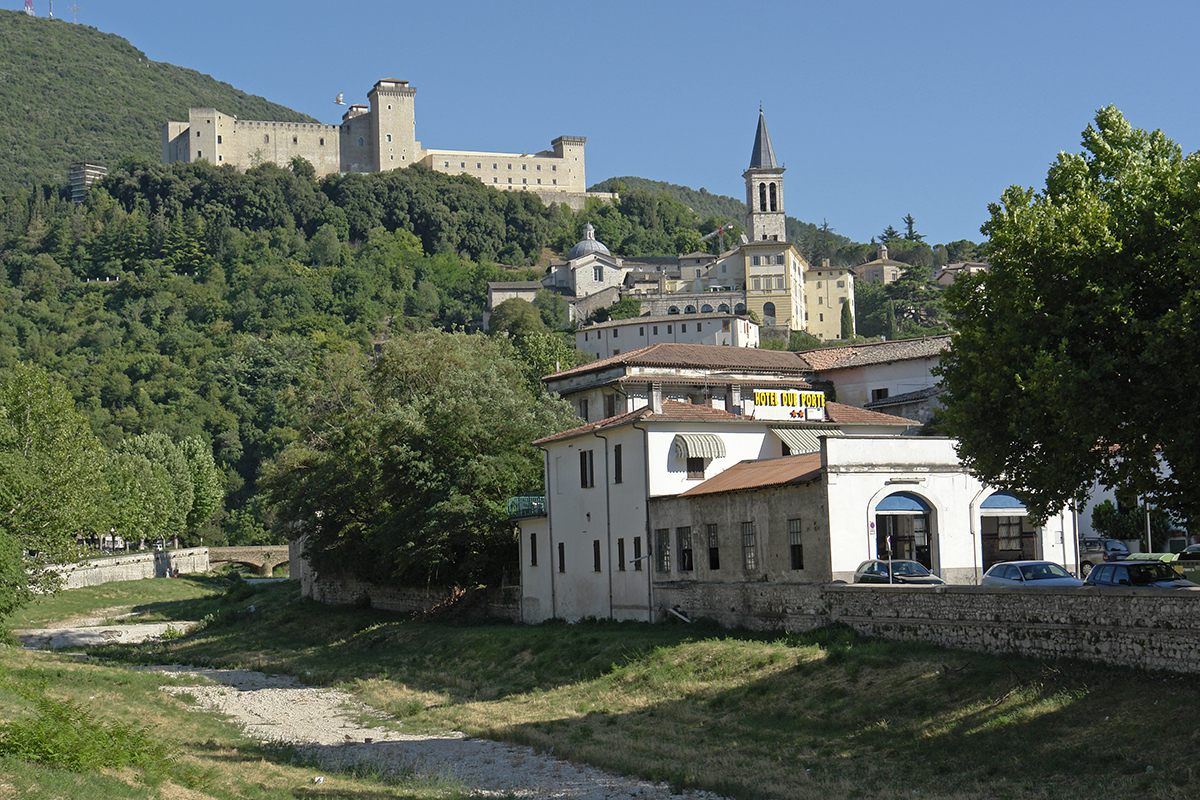
Panorama města s hradem
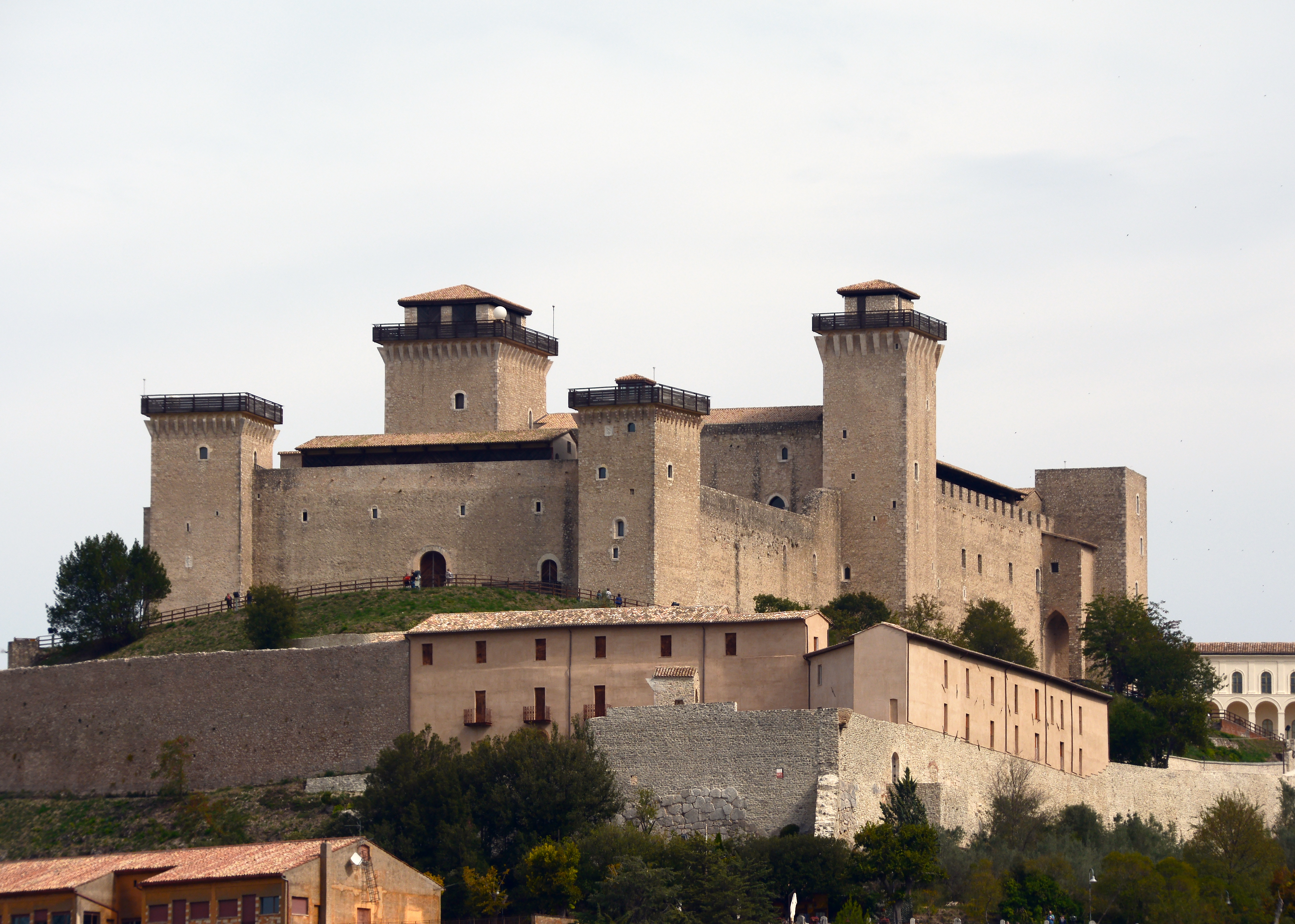
Hrad Rocca Albornoziana
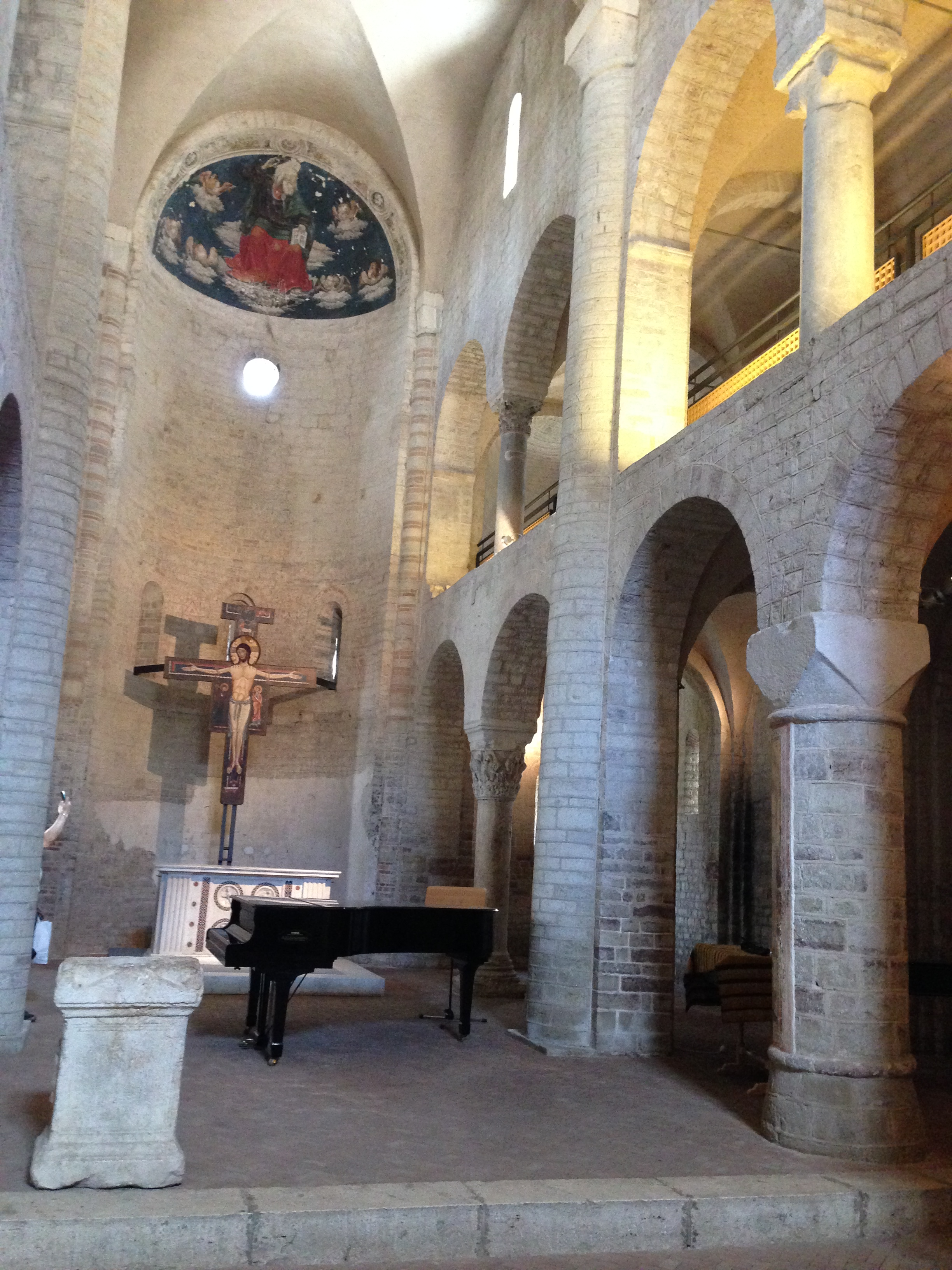
Santa Eufemia, vnitřek
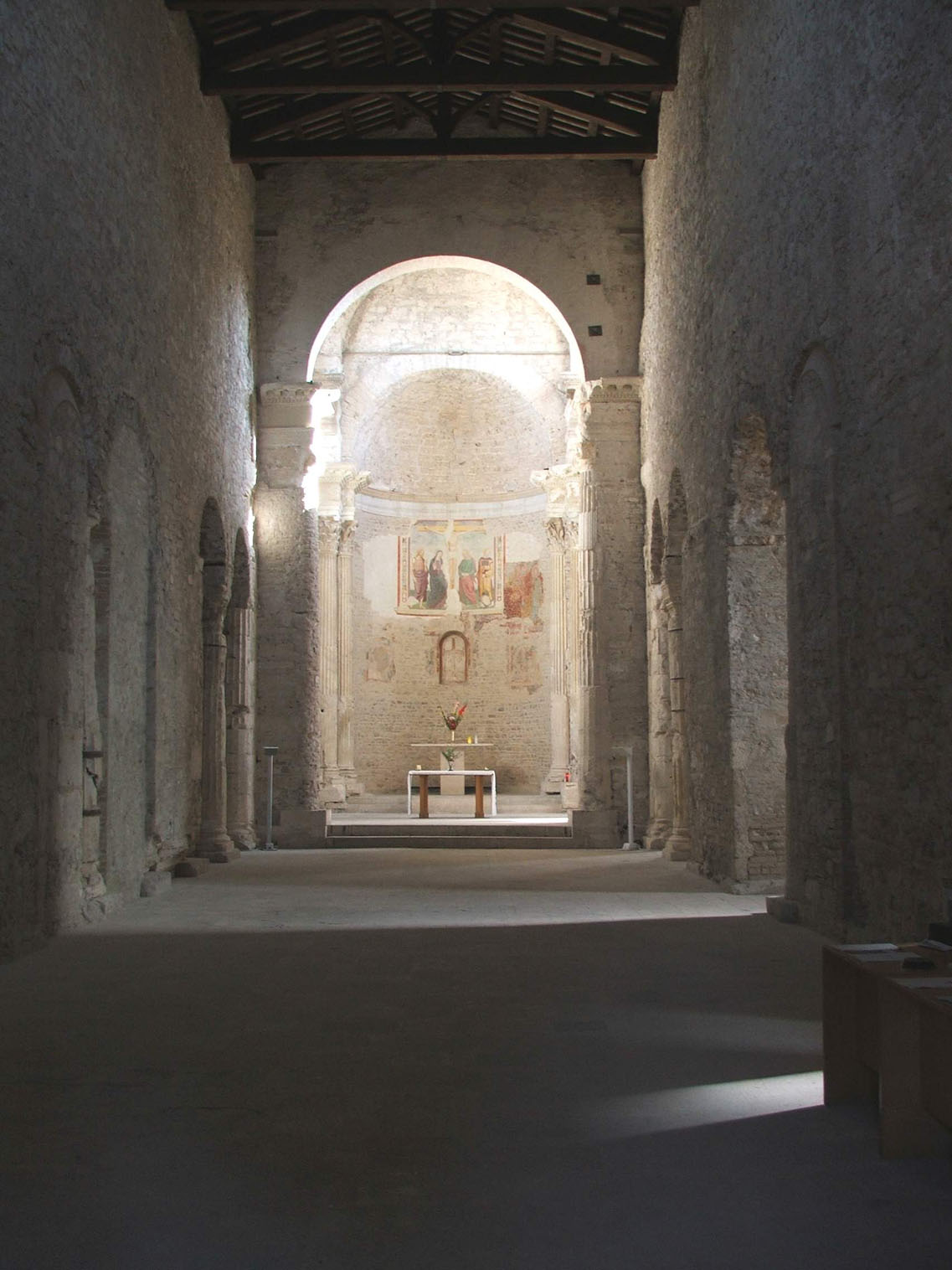
San Salvatore, vnitřek
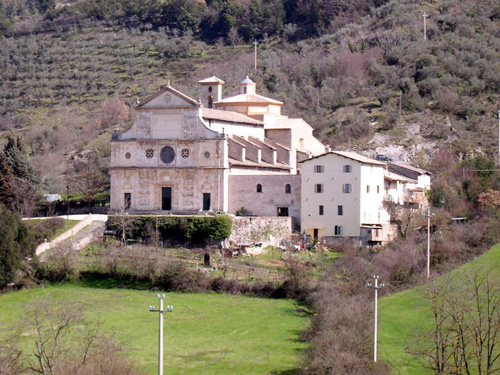
San Pietro fuori le mura
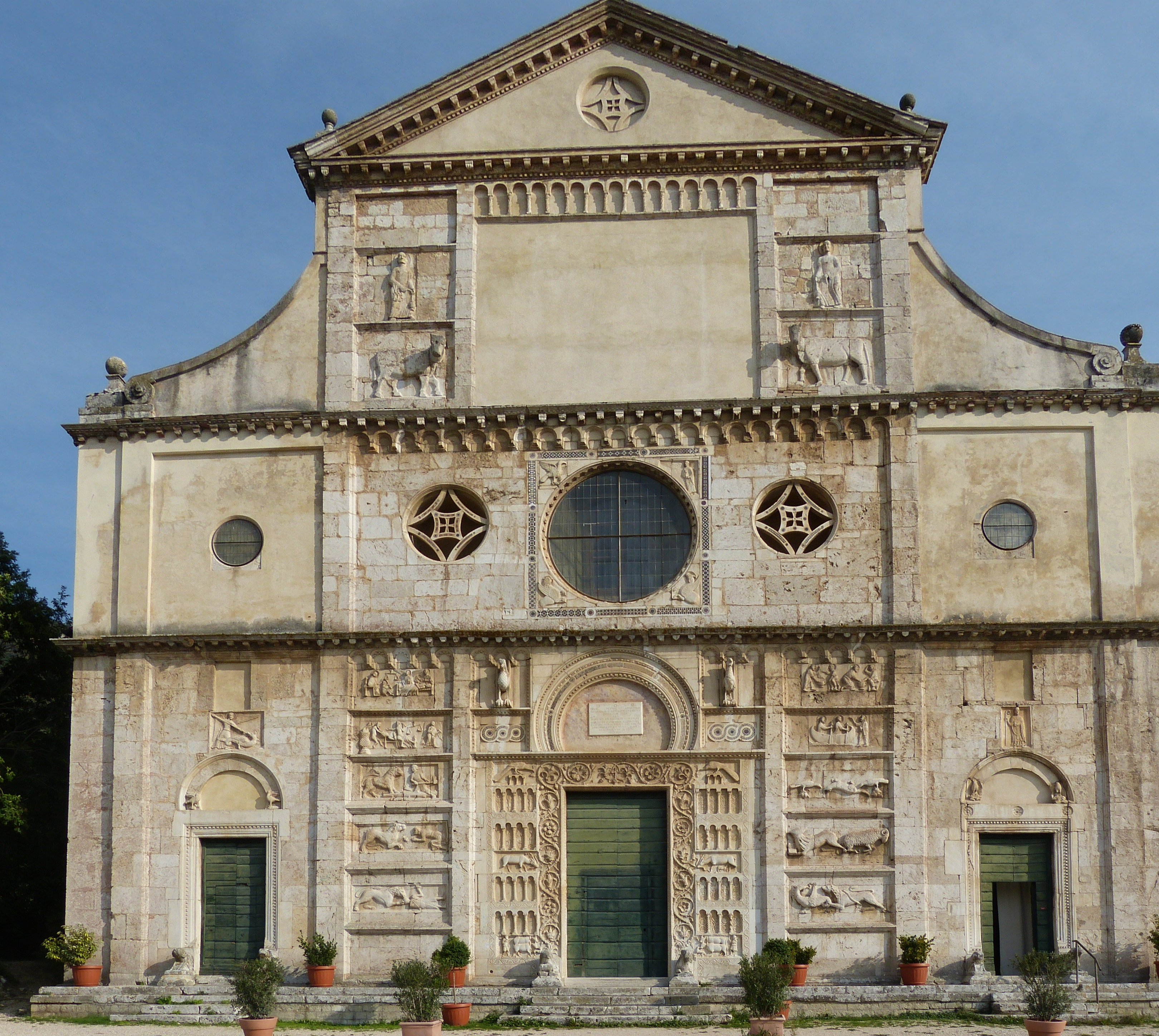
San Pietro, průčelí

## Obyvatelstvo
V roce 1871 žilo ve městě 21 168 obyvatel, 1901 24 648, 1921 28 215, 1951 38 155, 1971 36 156, 1991 37 763, 2001 37 889, 2009 39 164, 2021 36467 a v polovině roku 2024 36 041 obyvatel.

## Politika
Na postu starosty se po druhé světové válce vystřídali komunisté (1946-1960, 1980-1990), levicoví demokraté (1995-2009) socialisté i představitelé středopravé koalice (2018-dosud).

## Významné osobnosti
- Giovanni Pontano (Cerretto di Spoleto 1429 –1503) - humanista, politik, zakladatel platonské renesanční Akademie „Accademia Pontaniana" v Neapoli.
- Konkordius ze Spoleta (2. století?-175?), jáhen, křesťanský mučedník císaře Marka Aurela; patron města, ostatky v bazilice San Salvatore ve Spoletu
- Girolamo Fantini (1600-1675), trumpetista a hudební skladatel
- Giovanni Maria Mastai-Ferretti, pozdější papež Pius IX. byl ve Spoletu arcibiskupem od roku 1827.
- Basilio Pompilj (1858-1931), římskokatolický kardinál
- Enrico Sabbatini (1932-1998), italský návrhář kostýmů a scénický výtvarník
- Luciano Biondini (*1971), jazzový hudebník

## Partnerská města
- Charleston, USA
- Orange (Vaucluse), Francie
- Schwetzingen, Bádensko-Württembersko, Německo
- Cajamarca, Peru
- Cetinje, Černá Hora